# Euderces succinus
Euderces succinus là một loài bọ cánh cứng trong họ Cerambycidae.